# Sagrada Familia del roble
La Sagrada Familia del roble es un óleo sobre tabla de Rafael Sanzio pintado entre 1518 y 1520 que se conserva en el museo del Prado. Está firmado bajo la cuna con la frase RAPHAEL PINXIT (Rafael lo pintó), si bien se admite que, aunque la composición y dibujo son de Rafael, fue concluido por sus colaboradores, entre los que destacaría la labor de Giulio Romano, aunque quizá también trabajó en ella Gianfrancesco Penni.

## Descripción
Se trata de una Sagrada Familia con la Virgen, San José y San Juan Bautista niño, vestido con la piel de camello, que muestra una filacteria a Jesús con la leyenda «Ecce Agnus Dei» (He aquí el cordero de Dios). Su diseño es similar al de La Perla, otra de las Sagradas Familias de Rafael expuestas en el museo del Prado.
Forma parte del grupo de obras que conforma la última etapa de Rafael, coincidente con el papado de León X, en que la gran cantidad de encargos que debía satisfacer hizo que dibujara muchas Sagradas Familias que serían completadas, fundamentalmente en la aplicación del color, por su taller.
Se trata de una obra que ejemplifica las principales características estilísticas de la pintura rafaelesca: dulzura, elegancia e idealización no exenta de naturalidad. Asimismo su composición, cuyos personajes crean relaciones con sus miradas en una dinámica línea diagonal reforzada por la colocación de la cuna. Su cromatismo es brillante y contrastado, con un manejo del claroscuro de inspiración leonardesca; y el dibujo, técnicamente sobresaliente en los modelados de los niños y los drapeados de San José y la Virgen. 
Incluye el cuadro la reproducción vestigios arqueológicos romanos auténticos, como el que sirve de apoyo a San José, que aluden al encargo hecho al Urbinate de catalogar los restos arquitectónicos clásicos de Roma.
La tabla estuvo en el Real Alcázar de Madrid y posteriormente (1667) en el monasterio de El Escorial. En 1813 se localiza en París, tras haber sido allí llevada por José I Bonaparte como botín, volviendo en 1818 al Prado.
Una copia anónima bastante fiel se conserva en el Palazzo Pitti de Florencia, y otra creída del mismo siglo XVI se localiza en la Alte Pinakothek de Múnich. Son innumerables las copias producidas en el siglo XIX, cuando el original se dio a conocer en el Prado y fue tomado como modelo por pintores jóvenes de línea académica. Una copia de pequeño formato, pintada al gouache por Luis Eusebi en 1821, ha sido adquirida por el Museo del Prado en 2020 ; es una pieza singular dado que Eusebi fue el primer conserje del museo madrileño y el responsable de colgar las obras de Rafael en esas fechas.

## laces externos
- Wikimedia Commons alberga una categoría multimedia sobre la Sagrada Familia del roble.
- Sylvia Ferino Pagden y M. Antonietta Zancan, Rafael, trad. José Luis Sancho y Anselmo Alonso, Madrid, Akal (Cumbres del Arte, 9), 1993, pág. 153.— ISBN 978-84-460-0138-6
- Ficha en artehistoria.

## En
- Datos: Q3212684
- Multimedia: Sagrada Familia del roble / Q3212684